# Kolathanvalasu
 (septembre 2023).
La mise en forme du texte ne suit pas les recommandations de Wikipédia : il faut le « wikifier ».
Les points d'amélioration suivants sont les cas les plus fréquents. Le détail des points à revoir est peut-être précisé sur la page de discussion.
- Les titres sont pré-formatés par le logiciel. Ils ne sont ni en capitales, ni en gras.
- Le texte ne doit pas être écrit en capitales (les noms de famille non plus), ni en gras, ni en italique, ni en « petit »…
- Le gras n'est utilisé que pour surligner le titre de l'article dans l'introduction, une seule fois.
- L'italique est rarement utilisé : mots en langue étrangère, titres d'œuvres, noms de bateaux, etc.
- Les citations ne sont pas en italique mais en corps de texte normal. Elles sont entourées par des guillemets français : « et ».
- Les listes à puces sont à éviter, des paragraphes rédigés étant largement préférés. Les tableaux sont à réserver à la présentation de données structurées (résultats, etc.).
- Les appels de note de bas de page (petits chiffres en exposant, introduits par l'outil «  Source ») sont à placer entre la fin de phrase et le point final[comme ça].
- Les liens internes (vers d'autres articles de Wikipédia) sont à choisir avec parcimonie. Créez des liens vers des articles approfondissant le sujet. Les termes génériques sans rapport avec le sujet sont à éviter, ainsi que les répétitions de liens vers un même terme.
- Les liens externes sont à placer uniquement dans une section « Liens externes », à la fin de l'article. Ces liens sont à choisir avec parcimonie suivant les règles définies. Si un lien sert de source à l'article, son insertion dans le texte est à faire par les notes de bas de page.
- La présentation des références doit suivre les conventions bibliographiques. Il est recommandé d'utiliser les modèles {{Ouvrage}}, {{Chapitre}}, {{Article}}, {{Lien web}} et/ou {{Bibliographie}}. Le mode d'édition visuel peut mettre en forme automatiquement les références.
- Insérer une infobox (cadre d'informations à droite) n'est pas obligatoire pour parachever la mise en page.

Pour une aide détaillée, merci de consulter Aide:Wikification.
Si vous pensez que ces points ont été résolus, vous pouvez retirer ce bandeau et améliorer la mise en forme d'un autre article.
 (septembre 2023).
Kolathanvalsu est un petit village du panchayat de Pethampalayam à Perundurai taluk dans le district d'Erode, Tamil Nadu, Inde,.

## Étymologie
Il y avait un grand étang (tamoul : குளம்) du côté est du village, donc le nom du village est devenu Kolathanvalasu.(tamoul : கொளத்தான்வலசு)(   </link> ).[réf. nécessaire]</link>

## Géographie
Ce village est situé au 11.364844, 77.572323. Tout le village regorge de terres agricoles. Il y a un grand étang au nord-est du village.

## Profession
La plupart des habitants de ce village pratiquent l'agriculture, grâce à l'eau provenant du barrage de Bhavanisagar. Ce village pratiquait également le métier à tisser à la main et ces produits finis étaient de haute qualité mais, de nos jours, peu d'entre eux le font.

## Personnes
La population est d'environ 500 personnes. La plupart des familles sont des Kongu Vellalar et il y a un très faible pourcentage de Chettiar.

## Économie
La principale source d’économie est constituée par les entreprises agricoles et routières. De nombreuses personnes ont également un emploi ; certains sont également des employeurs. Certains d’entre eux exercent également des activités financières.

## Éducation
Au centre du village se trouve l'école primaire de l'Union. Le village est entouré d'un certain nombre d'écoles et de collèges publics et privés.

## Temples
Il y a cinq temples majeurs dans le village :
- Temple Shree Maari d'Amman
- Temple Shree Shivarajakkal
- Vasudevaperumal Temple (Kolathanvalsu)
- Temple Shree Pattatharasi Amman
- Temple Shree Kottappudi Muniyappan Swamy